# Future (Rapper)/Diskografie
Diese Diskografie ist eine Übersicht über die musikalischen Werke des US-amerikanischen Rappers Future. Den Schallplattenauszeichnungen zufolge hat er bisher mehr als 210 Millionen Tonträger verkauft, davon alleine in seiner Heimat über 175,3 Millionen. Seine erfolgreichste Veröffentlichung ist die Single Life is Good mit über 14,1 Millionen verkauften Einheiten.

## Alben

### Studioalben
| Jahr | Titel Musiklabel                      | Höchstplatzierung, Gesamtwochen, AuszeichnungChartplatzierungen (Jahr, Titel, Musiklabel, Platzierungen, Wochen, Auszeichnungen, Anmerkungen) | Höchstplatzierung, Gesamtwochen, AuszeichnungChartplatzierungen (Jahr, Titel, Musiklabel, Platzierungen, Wochen, Auszeichnungen, Anmerkungen) | Höchstplatzierung, Gesamtwochen, AuszeichnungChartplatzierungen (Jahr, Titel, Musiklabel, Platzierungen, Wochen, Auszeichnungen, Anmerkungen) | Höchstplatzierung, Gesamtwochen, AuszeichnungChartplatzierungen (Jahr, Titel, Musiklabel, Platzierungen, Wochen, Auszeichnungen, Anmerkungen) | Höchstplatzierung, Gesamtwochen, AuszeichnungChartplatzierungen (Jahr, Titel, Musiklabel, Platzierungen, Wochen, Auszeichnungen, Anmerkungen) | Anmerkungen                            |
| Jahr | Titel Musiklabel                      | DE | AT | CH | UK | US | Anmerkungen                            |
| ---- | ------------------------------------- | --- | --- | --- | --- | --- | -------------------------------------- |
| 2012 | Pluto Epic Records (Sony)             | — | — | — | — | US8 Platin · (49 Wo.)US | Erstveröffentlichung: 17. April 2012   |
| 2014 | Honest Epic Records (Sony)            | — | — | CH99 (1 Wo.)CH | UK78 (1 Wo.)UK | US2 Gold · (13 Wo.)US | Erstveröffentlichung: 22. April 2014   |
| 2015 | DS2 Epic Records (Sony)               | — | — | CH85 (1 Wo.)CH | UK56 Silber · (1 Wo.)UK | US1 ×3Dreifachplatin · (318 Wo.)US | Erstveröffentlichung: 17. Juli 2015    |
| 2016 | Evol Epic Records (Sony)              | — | — | — | UK34 (2 Wo.)UK | US1 ×2Doppelplatin · (61 Wo.)US | Erstveröffentlichung: 6. Februar 2016  |
| 2017 | Future Epic Records (Sony)            | DE53 (1 Wo.)DE | — | CH23 (1 Wo.)CH | UK15 (4 Wo.)UK | US1 ×2Doppelplatin · (73 Wo.)US | Erstveröffentlichung: 17. Februar 2017 |
| 2017 | Hndrxx Epic Records (Sony)            | DE64 (1 Wo.)DE | AT58 (1 Wo.)AT | CH30 (1 Wo.)CH | UK21 Silber · (3 Wo.)UK | US1 Platin · (47 Wo.)US | Erstveröffentlichung: 24. Februar 2017 |
| 2019 | The Wizrd Epic Records (Sony)         | DE38 (1 Wo.)DE | AT27 (1 Wo.)AT | CH10 (1 Wo.)CH | UK16 (2 Wo.)UK | US1 Platin · (26 Wo.)US | Erstveröffentlichung: 18. Januar 2019  |
| 2020 | High Off Life Epic Records (Sony)     | DE38 (1 Wo.)DE | AT10 (2 Wo.)AT | CH5 (3 Wo.)CH | UK5 (2 Wo.)UK | US1 ×2Doppelplatin · (93 Wo.)US | Erstveröffentlichung: 15. Mai 2020     |
| 2022 | I Never Liked You Epic Records (Sony) | DE13 (3 Wo.)DE | AT3 (4 Wo.)AT | CH3 (4 Wo.)CH | UK2 Silber · (7 Wo.)UK | US1 ×2Doppelplatin · (… Wo.)US | Erstveröffentlichung: 29. April 2022   |

### Kollaboalben
| Jahr | Titel Musiklabel                                                      | Höchstplatzierung, Gesamtwochen, AuszeichnungChartplatzierungen (Jahr, Titel, Musiklabel, Platzierungen, Wochen, Auszeichnungen, Anmerkungen) | Höchstplatzierung, Gesamtwochen, AuszeichnungChartplatzierungen (Jahr, Titel, Musiklabel, Platzierungen, Wochen, Auszeichnungen, Anmerkungen) | Höchstplatzierung, Gesamtwochen, AuszeichnungChartplatzierungen (Jahr, Titel, Musiklabel, Platzierungen, Wochen, Auszeichnungen, Anmerkungen) | Höchstplatzierung, Gesamtwochen, AuszeichnungChartplatzierungen (Jahr, Titel, Musiklabel, Platzierungen, Wochen, Auszeichnungen, Anmerkungen) | Höchstplatzierung, Gesamtwochen, AuszeichnungChartplatzierungen (Jahr, Titel, Musiklabel, Platzierungen, Wochen, Auszeichnungen, Anmerkungen) | Anmerkungen                                              |
| Jahr | Titel Musiklabel                                                      | DE | AT | CH | UK | US | Anmerkungen                                              |
| ---- | --------------------------------------------------------------------- | --- | --- | --- | --- | --- | -------------------------------------------------------- |
| 2020 | Pluto x Baby Pluto Epic Records (Sony) / Atlantic Records (WMG)       | — | AT28 (1 Wo.)AT | CH33 (1 Wo.)CH | UK39 (1 Wo.)UK | US2 (45 Wo.)US | Erstveröffentlichung: 13. November 2020 mit Lil Uzi Vert |
| 2024 | We Don’t Trust You Epic Records (Sony) / Republic Records (UMG)       | DE5 (25 Wo.)DE | AT2 (14 Wo.)AT | CH1 (21 Wo.)CH | UK2 Silber · (8 Wo.)UK | US1 Platin · (… Wo.)US | Erstveröffentlichung: 22. März 2024 mit Metro Boomin     |
| 2024 | We Still Don’t Trust You Epic Records (Sony) / Republic Records (UMG) | DE9 (2 Wo.)DE | AT5 (3 Wo.)AT | CH3 (4 Wo.)CH | UK11 (3 Wo.)UK | US1 (27 Wo.)US | Erstveröffentlichung: 12. April 2024 mit Metro Boomin    |

### Mixtapes
| Jahr | Titel Musiklabel                                                       | Höchstplatzierung, Gesamtwochen, AuszeichnungChartplatzierungen (Jahr, Titel, Musiklabel, Platzierungen, Wochen, Auszeichnungen, Anmerkungen) | Höchstplatzierung, Gesamtwochen, AuszeichnungChartplatzierungen (Jahr, Titel, Musiklabel, Platzierungen, Wochen, Auszeichnungen, Anmerkungen) | Höchstplatzierung, Gesamtwochen, AuszeichnungChartplatzierungen (Jahr, Titel, Musiklabel, Platzierungen, Wochen, Auszeichnungen, Anmerkungen) | Höchstplatzierung, Gesamtwochen, AuszeichnungChartplatzierungen (Jahr, Titel, Musiklabel, Platzierungen, Wochen, Auszeichnungen, Anmerkungen) | Höchstplatzierung, Gesamtwochen, AuszeichnungChartplatzierungen (Jahr, Titel, Musiklabel, Platzierungen, Wochen, Auszeichnungen, Anmerkungen) | Anmerkungen                                                               |
| Jahr | Titel Musiklabel                                                       | DE | AT | CH | UK | US | Anmerkungen                                                               |
| ---- | ---------------------------------------------------------------------- | --- | --- | --- | --- | --- | ------------------------------------------------------------------------- |
| 2010 | 1000 A1 Recordings                                                     | — | — | — | — | — | Erstveröffentlichung: 25. Mai 2010 mit DJ Scream                          |
| 2012 | Dirty Sprite Freebandz Entertainment                                   | — | — | — | — | — | Erstveröffentlichung: 11. Januar 2011 mit DJ Esco, DJ Scream & DJ X-Rated |
| 2012 | True Story Freebandz Entertainment                                     | — | — | — | — | — | Erstveröffentlichung: 9. Juni 2011 mit The Empire                         |
| 2012 | Free Bricks 1017 Brick Squad Records                                   | — | — | — | — | — | Erstveröffentlichung: 29. Juli 2011 mit Gucci Mane                        |
| 2012 | Streetz Calling Freebandz Entertainment                                | — | — | — | — | — | Erstveröffentlichung: 11. September 2011 mit Gucci Mane                   |
| 2012 | Astronaut Status Freebandz Entertainment                               | — | — | — | — | — | Erstveröffentlichung: 12. Januar 2012                                     |
| 2013 | F.B.G.: The Movie Freebandz Entertainment                              | — | — | — | — | — | Erstveröffentlichung: 15. Januar 2013 mit Freeband Gang                   |
| 2013 | Black Woodstock Freebandz Entertainment                                | — | — | — | — | — | Erstveröffentlichung: 20. April 2013 mit Freeband Gang                    |
| 2014 | Monster Freebandz Entertainment                                        | — | — | — | — | US120 (2 Wo.)US | Erstveröffentlichung: 28. Oktober 2014 mit Metro Boomin & DJ Esco         |
| 2015 | Beast Mode Freebandz Entertainment                                     | — | — | — | — | — | Erstveröffentlichung: 15. Januar 2015 mit Zaytoven                        |
| 2015 | 56 Nights Freebandz Entertainment                                      | — | — | — | — | — | Erstveröffentlichung: 21. März 2015 mit DJ Esco & 808 Mafia               |
| 2015 | What a Time to Be Alive Epic Records (Sony) / Cash Money Records (UMG) | — | — | — | UK6 Gold · (9 Wo.)UK | US1 ×2Doppelplatin · (96 Wo.)US | Erstveröffentlichung: 20. September 2015 mit Drake                        |
| 2016 | Purple Reign Freebandz Entertainment                                   | — | — | — | — | — | Erstveröffentlichung: 17. Januar 2016 mit Metro Boomin & DJ Esco          |
| 2017 | Super Slimey Epic Records (Sony) / Atlantic Records (WMG)              | DE69 (1 Wo.)DE | — | — | UK23 (2 Wo.)UK | US2 (20 Wo.)US | Erstveröffentlichung: 20. Oktober 2017 mit Young Thug                     |
| 2018 | Beastmode 2 Freebandz Entertainment                                    | — | — | — | UK55 (1 Wo.)UK | US3 (12 Wo.)US | Erstveröffentlichung: 6. Juli 2018                                        |
| 2018 | Wrld on Drugs Epic Records (Sony) / Interscope Records (UMG)           | DE87 (1 Wo.)DE | AT44 (1 Wo.)AT | CH54 (1 Wo.)CH | UK23 Silber · (2 Wo.)UK | US2 Platin · (34 Wo.)US | Erstveröffentlichung: 19. Oktober 2018 mit Juice Wrld                     |
| 2024 | Mixtape Pluto Epic Records (Sony)                                      | DE25 (2 Wo.)DE | AT10 (2 Wo.)AT | CH8 (4 Wo.)CH | UK12 (2 Wo.)UK | US1 (25 Wo.)US | Erstveröffentlichung: 20. September 2024                                  |

### Soundtracks
| Jahr | Titel Musiklabel             | Höchstplatzierung, Gesamtwochen, AuszeichnungChartplatzierungen (Jahr, Titel, Musiklabel, Platzierungen, Wochen, Auszeichnungen, Anmerkungen) | Höchstplatzierung, Gesamtwochen, AuszeichnungChartplatzierungen (Jahr, Titel, Musiklabel, Platzierungen, Wochen, Auszeichnungen, Anmerkungen) | Höchstplatzierung, Gesamtwochen, AuszeichnungChartplatzierungen (Jahr, Titel, Musiklabel, Platzierungen, Wochen, Auszeichnungen, Anmerkungen) | Höchstplatzierung, Gesamtwochen, AuszeichnungChartplatzierungen (Jahr, Titel, Musiklabel, Platzierungen, Wochen, Auszeichnungen, Anmerkungen) | Höchstplatzierung, Gesamtwochen, AuszeichnungChartplatzierungen (Jahr, Titel, Musiklabel, Platzierungen, Wochen, Auszeichnungen, Anmerkungen) | Anmerkungen                        |
| Jahr | Titel Musiklabel             | DE | AT | CH | UK | US | Anmerkungen                        |
| ---- | ---------------------------- | --- | --- | --- | --- | --- | ---------------------------------- |
| 2018 | Superfly Epic Records (Sony) | — | — | — | — | US25 (6 Wo.)US | Erstveröffentlichung: 8. Juni 2018 |

### EPs
| Jahr | Titel Musiklabel            | Höchstplatzierung, Gesamtwochen, AuszeichnungChartplatzierungen (Jahr, Titel, Musiklabel, Platzierungen, Wochen, Auszeichnungen, Anmerkungen) | Höchstplatzierung, Gesamtwochen, AuszeichnungChartplatzierungen (Jahr, Titel, Musiklabel, Platzierungen, Wochen, Auszeichnungen, Anmerkungen) | Höchstplatzierung, Gesamtwochen, AuszeichnungChartplatzierungen (Jahr, Titel, Musiklabel, Platzierungen, Wochen, Auszeichnungen, Anmerkungen) | Höchstplatzierung, Gesamtwochen, AuszeichnungChartplatzierungen (Jahr, Titel, Musiklabel, Platzierungen, Wochen, Auszeichnungen, Anmerkungen) | Höchstplatzierung, Gesamtwochen, AuszeichnungChartplatzierungen (Jahr, Titel, Musiklabel, Platzierungen, Wochen, Auszeichnungen, Anmerkungen) | Anmerkungen                        |
| Jahr | Titel Musiklabel            | DE | AT | CH | UK | US | Anmerkungen                        |
| ---- | --------------------------- | --- | --- | --- | --- | --- | ---------------------------------- |
| 2019 | Save Me Epic Records (Sony) | — | — | — | UK59 (1 Wo.)UK | US5 (4 Wo.)US | Erstveröffentlichung: 7. Juni 2019 |

## Singles

### Als Leadmusiker
| Jahr | Titel Album                                        | Höchstplatzierung, Gesamtwochen, AuszeichnungChartplatzierungen (Jahr, Titel, Album, Platzierungen, Wochen, Auszeichnungen, Anmerkungen) | Höchstplatzierung, Gesamtwochen, AuszeichnungChartplatzierungen (Jahr, Titel, Album, Platzierungen, Wochen, Auszeichnungen, Anmerkungen) | Höchstplatzierung, Gesamtwochen, AuszeichnungChartplatzierungen (Jahr, Titel, Album, Platzierungen, Wochen, Auszeichnungen, Anmerkungen) | Höchstplatzierung, Gesamtwochen, AuszeichnungChartplatzierungen (Jahr, Titel, Album, Platzierungen, Wochen, Auszeichnungen, Anmerkungen) | Höchstplatzierung, Gesamtwochen, AuszeichnungChartplatzierungen (Jahr, Titel, Album, Platzierungen, Wochen, Auszeichnungen, Anmerkungen) | Anmerkungen                                                                               |
| Jahr | Titel Album                                        | DE | AT | CH | UK | US | Anmerkungen                                                                               |
| --- | -------------------------------------------------- | --- | --- | --- | --- | --- | ----------------------------------------------------------------------------------------- |
| 2011 | Tony Montana Pluto                                 | — | — | — | — | US— GoldUS | Erstveröffentlichung: 7. Juli 2011 feat. Drake                                            |
| 2011 | Itchin’ Astronaut Status                           | — | — | — | — | — | Erstveröffentlichung: 11. September 2011                                                  |
| 2012 | Magic Pluto                                        | — | — | — | — | US69 Gold · (9 Wo.)US | Erstveröffentlichung: 24. Januar 2012 feat T.I.                                           |
| 2012 | Same Damn Time Pluto                               | — | — | — | — | US92 Gold · (6 Wo.)US | Erstveröffentlichung: 24. März 2012                                                       |
| 2012 | Turn On the Lights Pluto                           | — | — | — | — | US50 ×2Doppelplatin · (20 Wo.)US | Erstveröffentlichung: 13. April 2012                                                      |
| 2012 | Neva End Pluto                                     | — | — | — | — | US52 Platin · (20 Wo.)US | Erstveröffentlichung: 4. Dezember 2012 feat. Kelly Rowland                                |
| 2013 | Karate Chop Honest                                 | — | — | — | — | US82 Gold · (12 Wo.)US | Erstveröffentlichung: 19. Februar 2013 feat. Lil Wayne                                    |
| 2013 | Honest                                             | — | — | — | — | US55 Platin · (17 Wo.)US | Erstveröffentlichung: 19. August 2013                                                     |
| 2013 | Sh!t Honest                                        | — | — | — | — | US— GoldUS | Erstveröffentlichung: 24. September 2013                                                  |
| 2014 | Real and True –                                    | — | — | — | UK92 (1 Wo.)UK | US— GoldUS | Erstveröffentlichung: Februar 2014 mit Miley Cyrus feat. Mr. Hudson                       |
| 2014 | Move That Doh Honest                               | — | — | — | — | US46 Platin · (18 Wo.)US | Erstveröffentlichung: 6. Februar 2014 feat. Pharrell Williams, Pusha T & Casino           |
| 2014 | I Won Honest                                       | — | — | — | — | US98 Platin · (3 Wo.)US | Erstveröffentlichung: 8. April 2014 feat. Kanye West                                      |
| 2015 | Commas Monster / DS2                               | — | — | — | UK— SilberUK | US55 ×4Vierfachplatin · (20 Wo.)US | Erstveröffentlichung: 2. März 2015                                                        |
| 2015 | Where Ya At DS2                                    | — | — | — | UK— SilberUK | US28 ×4Vierfachplatin · (25 Wo.)US | Erstveröffentlichung: 24. Juli 2015 feat. Drake                                           |
| 2015 | Jumpman What a Time to Be Alive                    | DE— GoldDE | — | CH75 (1 Wo.)CH | UK58 Platin · (29 Wo.)UK | US12 ×4Vierfachplatin · (32 Wo.)US | Erstveröffentlichung: 20. September 2015 mit Drake                                        |
| 2016 | Stick Talk DS2                                     | — | — | — | — | US91 ×4Vierfachplatin · (2 Wo.)US | Erstveröffentlichung: 1. Februar 2016                                                     |
| 2016 | Low Life Evol                                      | DE— GoldDE | — | CH72 (1 Wo.)CH | UK— PlatinUK | US18 ×8Achtfachplatin · (35 Wo.)US | Radioauskopplung: 1. März 2016 Erstveröffentlichung: 4. April 2016 feat. The Weeknd       |
| 2016 | Wicked Purple Reign / Evol                         | — | — | — | — | US41 Platin · (20 Wo.)US | Erstveröffentlichung: 13. April 2016                                                      |
| 2016 | Used to This Beast Mode 16 / Future                | — | — | CH93 (1 Wo.)CH | UK67 Silber · (2 Wo.)UK | US14 ×2Doppelplatin · (18 Wo.)US | Erstveröffentlichung: 4. November 2016 feat. Drake                                        |
| 2017 | Draco Future                                       | — | — | — | — | US46 Platin · (8 Wo.)US | Erstveröffentlichung: 21. Februar 2017                                                    |
| 2017 | Selfish Hndrxx                                     | — | — | CH51 (8 Wo.)CH | UK94 (1 Wo.)UK | US37 Platin · (10 Wo.)US | Erstveröffentlichung: 28. Februar 2017 feat. Rihanna                                      |
| 2017 | Mask Off Future                                    | DE12 ×2Doppelplatin · (25 Wo.)DE | AT20 Gold · (19 Wo.)AT | CH9 Platin · (34 Wo.)CH | UK22 ×3Dreifachplatin · (27 Wo.)UK | US5 ×9Neunfachplatin · (31 Wo.)US | Erstveröffentlichung: 18. April 2017                                                      |
| 2017 | Pie Hndrxx                                         | — | — | — | UK92 (1 Wo.)UK | US— GoldUS | Erstveröffentlichung: 25. Juni 2017 feat. Chris Brown                                     |
| 2017 | Extra Luv Future                                   | — | — | — | — | US99 (1 Wo.)US | Erstveröffentlichung: 30. Juni 2017 feat. YG                                              |
| 2017 | You da Baddest Hndrxx                              | — | — | — | — | US38 Platin · (2 Wo.)US | Erstveröffentlichung: 28. Juli 2017 feat. Nicki Minaj                                     |
| 2017 | Darkside Bright: The Album                         | — | — | — | — | — | Erstveröffentlichung: 9. November 2017 mit Ty Dolla $ign feat. Kiiara                     |
| 2017 | Patek Water Super Slimey                           | — | — | CH80 (1 Wo.)CH | UK89 (1 Wo.)UK | US50 Gold · (4 Wo.)US | Erstveröffentlichung: 12. Dezember 2017 mit Young Thug feat. Offset                       |
| 2017 | Bum Bum Tam Tam –                                  | DE51 Gold · (19 Wo.)DE | — | CH51 (15 Wo.)CH | — | US— ×6Sechsfachplatin (Latin)US | Erstveröffentlichung: 15. Dezember 2017 mit Mc Fioti, J Balvin, Stefflon Don & Juan Magán |
| 2018 | King’s Dead Black Panther: The Album               | — | — | — | UK50 Gold · (8 Wo.)UK | US21 ×4Vierfachplatin · (20 Wo.)US | Erstveröffentlichung: 12. Januar 2018 mit Jay Rock, Kendrick Lamar & James Blake          |
| 2018 | No Shame –                                         | — | — | — | — | — | Erstveröffentlichung: 4. Mai 2018                                                         |
| 2018 | Fine China Wrld on Drugs                           | — | AT61 (1 Wo.)AT | — | UK55 Silber · (3 Wo.)UK | US26 ×3Dreifachplatin · (13 Wo.)US | Erstveröffentlichung: 15. Oktober 2018 mit Juice Wrld                                     |
| 2019 | Crushed Up The Wizrd                               | — | — | — | UK81 (1 Wo.)UK | US43 Platin · (5 Wo.)US | Erstveröffentlichung: 4. Januar 2019                                                      |
| 2019 | Jumpin on a Jet The Wizrd                          | — | — | — | — | US57 Gold · (2 Wo.)US | Erstveröffentlichung: 9. Januar 2019                                                      |
| 2019 | First Off The Wizrd                                | — | — | CH89 (1 Wo.)CH | UK78 (1 Wo.)UK | US47 Platin · (3 Wo.)US | Erstveröffentlichung: 12. Februar 2019 feat. Travis Scott                                 |
| 2019 | 100 Shooters High Off Life                         | — | — | — | — | US— GoldUS | Erstveröffentlichung: 12. Juli 2019 feat. Meek Mill & Doe Boy                             |
| 2019 | Undefeated –                                       | — | — | — | — | — | Erstveröffentlichung: 23. Juli 2019 feat. Lil Keed                                        |
| 2019 | Last Name High Off Life                            | — | — | — | — | US— PlatinUS | Erstveröffentlichung: 15. November 2019 feat. Lil Durk                                    |
| 2020 | Life Is Good High Off Life                         | DE8 Gold · (20 Wo.)DE | AT8 Platin · (22 Wo.)AT | CH3 Platin · (25 Wo.)CH | UK3 ×2Doppelplatin · (27 Wo.)UK | US2 Diamant + Platin · (38 Wo.)US | Erstveröffentlichung: 10. Januar 2020 feat. Drake                                         |
| 2020 | Tycoon High Off Life                               | — | — | — | — | US76 (1 Wo.)US | Erstveröffentlichung: 1. April 2020                                                       |
| 2020 | Trillionaire High Off Life                         | — | — | — | — | US34 Platin · (2 Wo.)US | Erstveröffentlichung: 26. Mai 2020 feat. YoungBoy Never Broke Again                       |
| 2020 | Patek Pluto x Baby Pluto (Deluxe)                  | — | — | — | — | — | Erstveröffentlichung: 30. Juli 2020 mit Lil Uzi Vert                                      |
| 2021 | Hard for the Next –                                | — | — | — | — | US49 Gold · (5 Wo.)US | Erstveröffentlichung: 26. März 2021 mit Moneybagg Yo                                      |
| 2022 | Worst Day I Never Liked You                        | — | — | — | — | US34 (3 Wo.)US | Erstveröffentlichung: 11. Februar 2022                                                    |
| 2022 | Hold That Heat –                                   | — | — | — | — | US57 (1 Wo.)US | Erstveröffentlichung: 22. April 2022 mit Southside feat. Travis Scott                     |
| 2022 | Wait for U I Never Liked You                       | DE77 (2 Wo.)DE | AT65 Gold · (1 Wo.)AT | CH34 (6 Wo.)CH | UK8 ×2Doppelplatin · (27 Wo.)UK | US1 ×2Doppelplatin · (41 Wo.)US | Erstveröffentlichung: 3. Mai 2022 feat. Drake & Tems                                      |
| 2024 | Type Shit We Don’t Trust You                       | DE33 (10 Wo.)DE | AT23 Gold · (14 Wo.)AT | CH11 Gold · (12 Wo.)CH | UK18 Silber · (13 Wo.)UK | US2 (20 Wo.)US | Erstveröffentlichung: 22. März 2024 mit Metro Boomin feat. Travis Scott & Playboi Carti   |
| 2024 | Like That We Don’t Trust You                       | DE65 (1 Wo.)DE | AT18 (5 Wo.)AT | CH6 Platin · (9 Wo.)CH | UK6 Gold · (11 Wo.)UK | US1 (32 Wo.)US | Erstveröffentlichung: 26. März 2024 mit Metro Boomin feat. Kendrick Lamar                 |
| Folgende Lieder erschienen nicht als Single, wurden aber durch das Album zum Download und Streaming bereitgestellt und konnten somit eine Platzierung erlangen: |                                                    | | | | | |                                                                                           |
| |                                                    | | | | | |                                                                                           |
| 2015 | Rich $ex DS2                                       | — | — | — | — | US100 Platin · (1 Wo.)US | Erstveröffentlichung: 17. Juli 2015                                                       |
| 2015 | Blow a Bag DS2                                     | — | — | — | — | US95 Platin · (1 Wo.)US | Erstveröffentlichung: 24. Juli 2015                                                       |
| 2015 | Diamonds Dancing What a Time to Be Alive           | — | — | — | — | US53 Platin · (8 Wo.)US | Erstveröffentlichung: 20. September 2015 mit Drake                                        |
| 2015 | Big Rings What a Time to Be Alive                  | — | — | — | — | US52 ×2Doppelplatin · (20 Wo.)US | Erstveröffentlichung: 20. September 2015 mit Drake                                        |
| 2015 | Digital Dash What a Time to Be Alive               | — | — | — | — | US62 (7 Wo.)US | Erstveröffentlichung: 20. September 2015 mit Drake                                        |
| 2015 | Live From the Gutter What a Time to Be Alive       | — | — | — | — | US74 (5 Wo.)US | Erstveröffentlichung: 20. September 2015 mit Drake                                        |
| 2015 | Scholarships What a Time to Be Alive               | — | — | — | — | US69 (7 Wo.)US | Erstveröffentlichung: 20. September 2015 mit Drake                                        |
| 2015 | I’m the Plug What a Time to Be Alive               | — | — | — | — | US76 (5 Wo.)US | Erstveröffentlichung: 20. September 2015 mit Drake                                        |
| 2015 | Plastic Bag What a Time to Be Alive                | — | — | — | — | US78 (2 Wo.)US | Erstveröffentlichung: 20. September 2015 mit Drake                                        |
| 2015 | Change Locations What a Time to Be Alive           | — | — | — | — | US82 (3 Wo.)US | Erstveröffentlichung: 20. September 2015 mit Drake                                        |
| 2015 | Jersey What a Time to Be Alive                     | — | — | — | — | US87 (2 Wo.)US | Erstveröffentlichung: 20. September 2015                                                  |
| 2016 | Fly Shit Only Evol                                 | — | — | — | — | US67 Gold · (1 Wo.)US | Erstveröffentlichung: 6. Februar 2016                                                     |
| 2017 | Rent Money Future                                  | — | — | — | — | US54 Gold · (1 Wo.)US | Erstveröffentlichung: 17. Februar 2017                                                    |
| 2017 | Super Trapper Future                               | — | — | — | — | US91 Gold · (1 Wo.)US | Erstveröffentlichung: 17. Februar 2017                                                    |
| 2017 | Zoom Future                                        | — | — | — | — | US99 (1 Wo.)US | Erstveröffentlichung: 17. Februar 2017                                                    |
| 2017 | Comin’ Out Strong Hndrxx                           | — | — | CH76 (1 Wo.)CH | UK83 (1 Wo.)UK | US48 Platin · (3 Wo.)US | Erstveröffentlichung: 24. Februar 2017 feat. The Weeknd                                   |
| 2017 | No Cap Super Slimey                                | — | — | — | — | US62 Gold · (1 Wo.)US | Erstveröffentlichung: 20. Oktober 2017 mit Young Thug                                     |
| 2017 | Feed Me Dope Super Slimey                          | — | — | — | — | US68 (1 Wo.)US | Erstveröffentlichung: 20. Oktober 2017                                                    |
| 2017 | All da Smoke Super Slimey                          | — | — | — | — | US77 Gold · (1 Wo.)US | Erstveröffentlichung: 20. Oktober 2017 mit Young Thug                                     |
| 2017 | 4 da Gang Super Slimey                             | — | — | — | — | US92 (1 Wo.)US | Erstveröffentlichung: 20. Oktober 2017                                                    |
| 2017 | Three Super Slimey                                 | — | — | — | — | US100 (1 Wo.)US | Erstveröffentlichung: 20. Oktober 2017 mit Young Thug                                     |
| 2018 | Wifi Lit Beastmode 2                               | — | — | — | — | US53 Gold · (1 Wo.)US | Erstveröffentlichung: 6. Juli 2018                                                        |
| 2018 | 31 Days Beastmode 2                                | — | — | — | — | US65 Gold · (2 Wo.)US | Erstveröffentlichung: 6. Juli 2018                                                        |
| 2018 | Cuddle My Wrist Beastmode 2                        | — | — | — | — | US71 Gold · (1 Wo.)US | Erstveröffentlichung: 6. Juli 2018                                                        |
| 2018 | Racks Blue Beastmode 2                             | — | — | — | — | US76 Gold · (1 Wo.)US | Erstveröffentlichung: 6. Juli 2018                                                        |
| 2018 | Jet Lag Wrld on Drugs                              | — | — | — | — | US72 Gold · (1 Wo.)US | Erstveröffentlichung: 19. Oktober 2018 mit Juice Wrld feat. Young Scooter                 |
| 2018 | Astronauts Wrld on Drugs                           | — | — | — | — | US82 Gold · (1 Wo.)US | Erstveröffentlichung: 19. Oktober 2018 mit Juice Wrld                                     |
| 2019 | Never Stop The Wizrd                               | — | — | — | — | US65 Gold · (1 Wo.)US | Erstveröffentlichung: 18. Januar 2019                                                     |
| 2019 | Rocket Ship The Wizrd                              | — | — | — | — | US79 (1 Wo.)US | Erstveröffentlichung: 18. Januar 2019                                                     |
| 2019 | F&N The Wizrd                                      | — | — | — | — | US83 (1 Wo.)US | Erstveröffentlichung: 18. Januar 2019                                                     |
| 2019 | Call the Coroner The Wizrd                         | — | — | — | — | US100 (1 Wo.)US | Erstveröffentlichung: 18. Januar 2019                                                     |
| 2019 | Please Tell Me Save Me (EP)                        | — | — | — | — | US87 (1 Wo.)US | Erstveröffentlichung: 7. Juni 2019                                                        |
| 2019 | Xanax Damage Save Me (EP)                          | — | — | — | — | US98 (1 Wo.)US | Erstveröffentlichung: 7. Juni 2019                                                        |
| 2019 | Government Official Save Me (EP)                   | — | — | — | — | US99 (1 Wo.)US | Erstveröffentlichung: 7. Juni 2019                                                        |
| 2020 | D4L Dark Lane Demo Tapes                           | — | — | CH73 (1 Wo.)CH | — | US19 (2 Wo.)US | Charteinstieg: 10. Mai 2020 mit Drake & Young Thug                                        |
| 2020 | Solitaires High Off Life                           | — | — | CH51 (1 Wo.)CH | — | US32 Platin · (3 Wo.)US | Charteinstieg: 24. Mai 2020 feat. Travis Scott                                            |
| 2020 | Trapped in the Sun High Off Life                   | — | — | — | — | US53 (1 Wo.)US | Charteinstieg: 30. Mai 2020                                                               |
| 2020 | All Bad High Off Life                              | — | — | — | — | US54 Gold · (1 Wo.)US | Charteinstieg: 30. Mai 2020 feat. Lil Uzi Vert                                            |
| 2020 | Hard to Choose One High Off Life                   | — | — | — | — | US68 Gold · (1 Wo.)US | Charteinstieg: 30. Mai 2020                                                               |
| 2020 | Ridin Strikers High Off Life                       | — | — | — | — | US69 (1 Wo.)US | Charteinstieg: 30. Mai 2020                                                               |
| 2020 | Hitek Tek High Off Life                            | — | — | — | — | US71 (1 Wo.)US | Charteinstieg: 30. Mai 2020                                                               |
| 2020 | Too Comfortable High Off Life                      | — | — | — | — | US75 Platin · (1 Wo.)US | Charteinstieg: 30. Mai 2020                                                               |
| 2020 | Posted with Demons High Off Life                   | — | — | — | — | US79 (1 Wo.)US | Charteinstieg: 30. Mai 2020                                                               |
| 2020 | Touch the Sky High Off Life                        | — | — | — | — | US81 (1 Wo.)US | Charteinstieg: 30. Mai 2020                                                               |
| 2020 | One of My High Off Life                            | — | — | — | — | US82 (1 Wo.)US | Charteinstieg: 30. Mai 2020                                                               |
| 2020 | Harlem Shake High Off Life                         | — | — | — | — | US84 (1 Wo.)US | Charteinstieg: 30. Mai 2020 feat. Young Thug                                              |
| 2020 | Drankin N Smokin Pluto x Baby Pluto                | — | — | — | UK— SilberUK | US31 ×3Dreifachplatin · (18 Wo.)US | Charteinstieg: 28. November 2020 mit Lil Uzi Vert                                         |
| 2020 | Stripes Like Burberry Pluto x Baby Pluto           | — | — | — | — | US46 (1 Wo.)US | Charteinstieg: 28. November 2020 mit Lil Uzi Vert                                         |
| 2020 | That’s It Pluto x Baby Pluto                       | — | — | — | — | US50 (1 Wo.)US | Charteinstieg: 28. November 2020 mit Lil Uzi Vert                                         |
| 2020 | Real Baby Pluto Pluto x Baby Pluto                 | — | — | — | — | US54 (1 Wo.)US | Charteinstieg: 28. November 2020 mit Lil Uzi Vert                                         |
| 2020 | Marni on Me Pluto x Baby Pluto                     | — | — | — | — | US64 (1 Wo.)US | Charteinstieg: 28. November 2020 mit Lil Uzi Vert                                         |
| 2020 | Million Dollar Play Pluto x Baby Pluto             | — | — | — | — | US67 (1 Wo.)US | Charteinstieg: 28. November 2020 mit Lil Uzi Vert                                         |
| 2020 | Sleeping on the Floor Pluto x Baby Pluto           | — | — | — | — | US68 (1 Wo.)US | Charteinstieg: 28. November 2020 mit Lil Uzi Vert                                         |
| 2020 | Plastic Pluto x Baby Pluto                         | — | — | — | — | US86 (1 Wo.)US | Charteinstieg: 28. November 2020 mit Lil Uzi Vert                                         |
| 2020 | Rockstar Chainz Pluto x Baby Pluto                 | — | — | — | — | US97 (1 Wo.)US | Charteinstieg: 28. November 2020                                                          |
| 2020 | Bought a Bad Bitch Pluto x Baby Pluto              | — | — | — | — | US100 (1 Wo.)US | Charteinstieg: 28. November 2020 mit Lil Uzi Vert                                         |
| 2020 | Abracadabra Famoso                                 | — | — | CH67 (1 Wo.)CH | — | — | Charteinstieg: 29. November 2020 mit Sfera Ebbasta                                        |
| 2022 | 712PM I Never Liked You                            | — | — | CH71 (1 Wo.)CH | — | US8 Platin · (2 Wo.)US | Charteinstieg: 8. Mai 2022                                                                |
| 2022 | I’m on One I Never Liked You                       | — | — | — | UK50 (1 Wo.)UK | US11 Platin · (5 Wo.)US | Charteinstieg: 12. Mai 2022 feat. Drake                                                   |
| 2022 | Puffin on Zootiez I Never Liked You                | — | AT— GoldAT | — | UK53 Silber · (2 Wo.)UK | US4 Platin · (19 Wo.)US | Charteinstieg: 12. Mai 2022                                                               |
| 2022 | I’m Dat N***a I Never Liked You                    | — | — | — | — | US10 (2 Wo.)US | Charteinstieg: 14. Mai 2022                                                               |
| 2022 | Love You Better I Never Liked You                  | — | — | — | UK100 (1 Wo.)UK | US12 Platin · (15 Wo.)US | Charteinstieg: 14. Mai 2022                                                               |
| 2022 | Keep It Burnin I Never Liked You                   | — | — | — | — | US15 (1 Wo.)US | Charteinstieg: 14. Mai 2022 feat. Kanye West                                              |
| 2022 | Massaging Me I Never Liked You                     | — | — | — | — | US20 (2 Wo.)US | Charteinstieg: 14. Mai 2022                                                               |
| 2022 | For a Nut I Never Liked You                        | — | — | — | — | US24 (1 Wo.)US | Charteinstieg: 14. Mai 2022 feat. Gunna & Young Thug                                      |
| 2022 | Chickens I Never Liked You                         | — | — | — | — | US26 (1 Wo.)US | Charteinstieg: 14. Mai 2022 feat. EST Gee                                                 |
| 2022 | Gold Stacks I Never Liked You                      | — | — | — | — | US29 (1 Wo.)US | Charteinstieg: 14. Mai 2022                                                               |
| 2022 | Voodoo I Never Liked You                           | — | — | — | — | US39 (1 Wo.)US | Charteinstieg: 14. Mai 2022 feat. Kodak Black                                             |
| 2022 | We Jus Wanna Get High I Never Liked You            | — | — | — | — | US45 (1 Wo.)US | Charteinstieg: 14. Mai 2022                                                               |
| 2022 | Holy Ghost I Never Liked You                       | — | — | — | — | US46 (1 Wo.)US | Charteinstieg: 14. Mai 2022                                                               |
| 2022 | Back to the Basics I Never Liked You               | — | — | — | — | US58 (1 Wo.)US | Charteinstieg: 14. Mai 2022                                                               |
| 2022 | The Way Things Going I Never Liked You             | — | — | — | — | US60 (1 Wo.)US | Charteinstieg: 14. Mai 2022                                                               |
| 2024 | Cinderella We Don’t Trust You                      | DE— aDE | AT25 (3 Wo.)AT | CH9 (3 Wo.)CH | UK20 (3 Wo.)UK | US6 (8 Wo.)US | Charteinstieg: 31. März 2024 mit Metro Boomin feat. Travis Scott                          |
| 2024 | We Don’t Trust You                                 | — | — | — | — | US8 (6 Wo.)US | Charteinstieg: 6. April 2024 mit Metro Boomin                                             |
| 2024 | Young Metro We Don’t Trust You                     | — | — | — | — | US9 (4 Wo.)US | Charteinstieg: 6. April 2024 mit Metro Boomin feat. The Weeknd                            |
| 2024 | Ice Attack We Don’t Trust You                      | — | — | — | — | US13 (2 Wo.)US | Charteinstieg: 6. April 2024 mit Metro Boomin                                             |
| 2024 | Slimed In We Don’t Trust You                       | — | — | — | — | US20 (2 Wo.)US | Charteinstieg: 6. April 2024 mit Metro Boomin                                             |
| 2024 | Claustrophobic We Don’t Trust You                  | — | — | — | — | US24 (2 Wo.)US | Charteinstieg: 6. April 2024 mit Metro Boomin                                             |
| 2024 | Magic Don Juan (Princess Diana) We Don’t Trust You | — | — | — | — | US27 (2 Wo.)US | Charteinstieg: 6. April 2024 mit Metro Boomin                                             |
| 2024 | Fried (She a Vibe) We Don’t Trust You              | — | — | — | — | US33 (2 Wo.)US | Charteinstieg: 6. April 2024 mit Metro Boomin                                             |
| 2024 | Runnin Outta Time We Don’t Trust You               | — | — | — | — | US36 (1 Wo.)US | Charteinstieg: 6. April 2024 mit Metro Boomin                                             |
| 2024 | Everyday Hustle We Don’t Trust You                 | — | — | — | — | US38 (2 Wo.)US | Charteinstieg: 6. April 2024 mit Metro Boomin feat. Rick Ross                             |
| 2024 | GTA We Don’t Trust You                             | — | — | — | — | US40 (1 Wo.)US | Charteinstieg: 6. April 2024 mit Metro Boomin                                             |
| 2024 | Ain’t No Love We Don’t Trust You                   | — | — | — | — | US41 (1 Wo.)US | Charteinstieg: 6. April 2024 mit Metro Boomin                                             |
| 2024 | WTFYM We Don’t Trust You                           | — | — | — | — | US52 (1 Wo.)US | Charteinstieg: 6. April 2024 mit Metro Boomin                                             |
| 2024 | Seen It All We Don’t Trust You                     | — | — | — | — | US54 (1 Wo.)US | Charteinstieg: 6. April 2024 mit Metro Boomin                                             |
| 2024 | Where My Twin @ We Don’t Trust You                 | — | — | — | — | US62 (1 Wo.)US | Charteinstieg: 6. April 2024 mit Metro Boomin                                             |
| 2024 | We Still Don’t Trust You                           | DE— bDE | — | CH57 (2 Wo.)CH | UK49 (2 Wo.)UK | US22 (2 Wo.)US | Charteinstieg: 21. April 2024 mit Metro Boomin feat. The Weeknd                           |
| 2024 | Red Leather We Still Don’t Trust You               | — | — | — | — | US39 (1 Wo.)US | Charteinstieg: 27. April 2024 mit Metro Boomin feat. J. Cole                              |
| 2024 | Out of My Hands We Still Don’t Trust You           | — | — | — | — | US41 (1 Wo.)US | Charteinstieg: 27. April 2024 mit Metro Boomin                                            |
| 2024 | Drink N Dance We Still Don’t Trust You             | — | — | — | — | US51 (1 Wo.)US | Charteinstieg: 27. April 2024 mit Metro Boomin                                            |
| 2024 | Jealous We Still Don’t Trust You                   | — | — | — | — | US54 (1 Wo.)US | Charteinstieg: 27. April 2024 mit Metro Boomin                                            |
| 2024 | All My Life We Still Don’t Trust You               | — | — | — | — | US61 (1 Wo.)US | Charteinstieg: 27. April 2024 mit Metro Boomin feat. Lil Baby                             |
| 2024 | All to Myself We Still Don’t Trust You             | — | — | — | — | US67 (1 Wo.)US | Charteinstieg: 27. April 2024 mit Metro Boomin feat. The Weeknd                           |
| 2024 | Show of Hands We Still Don’t Trust You             | — | — | — | — | US71 (1 Wo.)US | Charteinstieg: 27. April 2024 mit Metro Boomin feat. ASAP Rocky                           |
| 2024 | Luv Bad Bitches We Still Don’t Trust You           | — | — | — | — | US73 (1 Wo.)US | Charteinstieg: 27. April 2024 mit Metro Boomin feat. Brownstone                           |
| 2024 | This Sunday We Still Don’t Trust You               | — | — | — | — | US77 (1 Wo.)US | Charteinstieg: 27. April 2024 mit Metro Boomin                                            |
| 2024 | Nights Like This We Still Don’t Trust You          | — | — | — | — | US81 (1 Wo.)US | Charteinstieg: 27. April 2024 mit Metro Boomin                                            |
| 2024 | Streets Made Me a King We Still Don’t Trust You    | — | — | — | — | US95 (1 Wo.)US | Charteinstieg: 27. April 2024 mit Metro Boomin                                            |
| 2024 | Came to the Party We Still Don’t Trust You         | — | — | — | — | US99 (1 Wo.)US | Charteinstieg: 27. April 2024 mit Metro Boomin                                            |
| 2024 | Nobody Knows My Struggle We Still Don’t Trust You  | — | — | — | — | US100 (1 Wo.)US | Charteinstieg: 27. April 2024 mit Metro Boomin                                            |
| 2024 | Teflon Don Mixtape Pluto                           | — | — | CH91 (1 Wo.)CH | UK72 (1 Wo.)UK | US21 (3 Wo.)US | Charteinstieg: 29. September 2024                                                         |
| 2024 | Too Fast Mixtape Pluto                             | — | — | — | UK77 (1 Wo.)UK | US23 (3 Wo.)US | Charteinstieg: 3. Oktober 2024                                                            |
| 2024 | Lil Demon Mixtape Pluto                            | — | — | — | UK99 (1 Wo.)UK | US25 (5 Wo.)US | Charteinstieg: 3. Oktober 2024                                                            |
| 2024 | Ski Mixtape Pluto                                  | — | — | — | — | US26 (3 Wo.)US | Charteinstieg: 5. Oktober 2024                                                            |
| 2024 | Plutoski Mixtape Pluto                             | — | — | — | — | US29 (3 Wo.)US | Charteinstieg: 5. Oktober 2024                                                            |
| 2024 | Ready to Cook Up Mixtape Pluto                     | — | — | — | — | US42 (1 Wo.)US | Charteinstieg: 5. Oktober 2024                                                            |
| 2024 | Ocean Mixtape Pluto                                | — | — | — | — | US46 (1 Wo.)US | Charteinstieg: 5. Oktober 2024                                                            |
| 2024 | South of France Mixtape Pluto                      | — | — | — | — | US57 (1 Wo.)US | Charteinstieg: 5. Oktober 2024                                                            |
| 2024 | Brazzier Mixtape Pluto                             | — | — | — | — | US59 (1 Wo.)US | Charteinstieg: 5. Oktober 2024                                                            |
| 2024 | Press the Button Mixtape Pluto                     | — | — | — | — | US61 (1 Wo.)US | Charteinstieg: 5. Oktober 2024                                                            |
| 2024 | Surfing a Tsunami Mixtape Pluto                    | — | — | — | — | US63 (1 Wo.)US | Charteinstieg: 5. Oktober 2024                                                            |
| 2024 | MJ Mixtape Pluto                                   | — | — | — | — | US68 (1 Wo.)US | Charteinstieg: 5. Oktober 2024                                                            |
| 2024 | Oath Mixtape Pluto                                 | — | — | — | — | US70 (1 Wo.)US | Charteinstieg: 5. Oktober 2024                                                            |
| 2024 | Aye Say Gang Mixtape Pluto                         | — | — | — | — | US80 (1 Wo.)US | Charteinstieg: 5. Oktober 2024                                                            |
| 2024 | Told My Mixtape Pluto                              | — | — | — | — | US81 (1 Wo.)US | Charteinstieg: 5. Oktober 2024                                                            |
| 2024 | Lost My Dog Mixtape Pluto                          | — | — | — | — | US83 (1 Wo.)US | Charteinstieg: 5. Oktober 2024                                                            |
| 2024 | Made My Hoe Faint Mixtape Pluto                    | — | — | — | — | US85 (1 Wo.)US | Charteinstieg: 5. Oktober 2024                                                            |
| 2025 | Where Was You JackBoys 2                           | — | — | — | — | US74 (1 Wo.)US | Charteinstieg: 26. Juli 2025 mit Travis Scott & Playboi Carti                             |

### Als Gastmusiker
| Jahr | Titel Album                                          | Höchstplatzierung, Gesamtwochen, AuszeichnungChartplatzierungen (Jahr, Titel, Album, Platzierungen, Wochen, Auszeichnungen, Anmerkungen) | Höchstplatzierung, Gesamtwochen, AuszeichnungChartplatzierungen (Jahr, Titel, Album, Platzierungen, Wochen, Auszeichnungen, Anmerkungen) | Höchstplatzierung, Gesamtwochen, AuszeichnungChartplatzierungen (Jahr, Titel, Album, Platzierungen, Wochen, Auszeichnungen, Anmerkungen) | Höchstplatzierung, Gesamtwochen, AuszeichnungChartplatzierungen (Jahr, Titel, Album, Platzierungen, Wochen, Auszeichnungen, Anmerkungen) | Höchstplatzierung, Gesamtwochen, AuszeichnungChartplatzierungen (Jahr, Titel, Album, Platzierungen, Wochen, Auszeichnungen, Anmerkungen) | Anmerkungen |
| Jahr | Titel Album                                          | DE | AT | CH | UK | US | Anmerkungen |
| --- | ---------------------------------------------------- | --- | --- | --- | --- | --- | --- |
| 2011 | Racks YC                                             | — | — | — | — | US42 Gold · (17 Wo.)US | Erstveröffentlichung: 5. April 2011 YC Worldwide feat. Future                                                                         |
| 2011 | Going Ham –                                          | — | — | — | — | — | Erstveröffentlichung: 19. Oktober 2011 Mr. Sipp feat. Future                                                                          |
| 2012 | We in This Bitch Quality Street Music                | — | — | — | — | — | Erstveröffentlichung: 29. Februar 2012 DJ Drama feat. Young Jeezy, T.I., Ludacris & Future                                            |
| 2012 | Pop Big Bottles –                                    | — | — | — | — | — | Erstveröffentlichung: 28. August 2012 London Taylor feat. Future                                                                      |
| 2012 | Pain My Name Is My Name                              | — | — | — | — | — | Erstveröffentlichung: 9. Oktober 2012 Pusha T feat. Future                                                                            |
| 2013 | Love Me I Am Not a Human Being II                    | DE93 (1 Wo.)DE | — | CH72 (1 Wo.)CH | UK44 Platin · (6 Wo.)UK | US9 Diamant · (22 Wo.)US | Erstveröffentlichung: 18. Januar 2013 Lil Wayne feat. Drake & Future                                                                  |
| 2013 | Another One –                                        | — | — | — | — | — | Erstveröffentlichung: 1. Februar 2013 Slice 9 feat. Levi Leer & Future                                                                |
| 2013 | Bugatti Trials & Tribulations                        | — | — | — | — | US33 Platin · (20 Wo.)US | Erstveröffentlichung: 29. Januar 2013 Ace Hood feat. Rick Ross & Future                                                               |
| 2013 | Fly Rich Rich Gang                                   | — | — | — | — | — | Erstveröffentlichung: 4. März 2013 Rich Gang feat. Future, Tyga, Meek Mill, Mystikal & Stevie J                                       |
| 2013 | U.O.E.N.O. Gift of Gab 2                             | — | — | — | — | US20 Gold · (20 Wo.)US | Erstveröffentlichung: 5. März 2013 Rocko feat. Rick Ross & Future                                                                     |
| 2013 | Tapout Rich Gang                                     | — | — | — | — | US45 Gold · (20 Wo.)US | Erstveröffentlichung: 12. März 2013 Rich Gang feat. Birdman, Mack Maine, Future, Lil Wayne & Nicki Minaj                              |
| 2013 | Loveeeeeee Song Unapologetic                         | — | — | — | UK— GoldUK | US55 Platin · (20 Wo.)US | Erstveröffentlichung: 3. April 2013 Verkäufe: + 1.475.000; Rihanna feat. Future                                                       |
| 2013 | Tell Me When You Ready –                             | — | — | — | — | — | Erstveröffentlichung: 14. Mai 2013 Flo Rida feat. Future                                                                              |
| 2013 | Twilight Zone –                                      | — | — | — | — | — | Erstveröffentlichung: 23. Mai 2013 Sean Garrett feat. Future & Trey Songz                                                             |
| 2013 | Bugatti (Remix) Trials & Tribulations                | — | — | — | — | — | Erstveröffentlichung: 7. Juni 2013 Ace Hood feat. Wiz Khalifa, T.I., Meek Mill, French Montana, 2 Chainz, Future, DJ Khaled & Birdman |
| 2013 | Love Me Long Time –                                  | — | — | — | — | — | Erstveröffentlichung: 2. Juli 2013 Fat Joe feat. Future                                                                               |
| 2013 | I Wanna Be with You Suffering From Success           | — | — | — | — | US— GoldUS | Erstveröffentlichung: 2. August 2013 Verkäufe: + 500.000; DJ Khaled feat. Nicki Minaj und Rick Ross                                   |
| 2014 | Buy The World Ransom                                 | — | — | — | — | US— GoldUS | Erstveröffentlichung: 17. Juni 2014 Mike Will Made It feat. Future, Lil Wayne & Kendrick Lamar                                        |
| 2014 | Hold You Down I Changed a Lot                        | — | — | — | — | US39 Platin · (20 Wo.)US | Erstveröffentlichung: 11. August 2014 DJ Khaled feat. Chris Brown, August Alsina, Future & Jeremih                                    |
| 2015 | Drinks On Us Rodeo                                   | — | — | — | — | US— GoldUS | Erstveröffentlichung: 6. März 2015 Mike Will Made It feat. The Weeknd, Swae Lee & Future                                              |
| 2015 | 3500 Rodeo                                           | — | — | — | — | US82 Platin · (1 Wo.)US | Erstveröffentlichung: 8. Juni 2015 Travis Scott feat. Future & 2 Chainz                                                               |
| 2015 | Blasé Free TC                                        | — | — | — | — | US63 ×2Doppelplatin · (18 Wo.)US | Erstveröffentlichung: 26. Juni 2015 Ty Dolla Sign feat. Future & Rae Sremmurd                                                         |
| 2015 | Jump Out the Face Dreams Worth More Than Money       | — | — | — | — | US91 Gold · (1 Wo.)US | Erstveröffentlichung: 6. Juli 2015 Meek Mill feat. Future                                                                             |
| 2015 | New Level Always Strive and Prosper                  | — | — | — | — | US90 ×2Doppelplatin · (3 Wo.)US | Erstveröffentlichung: 18. Dezember 2015 A$AP Ferg feat. Future                                                                        |
| 2016 | I Got the Keys Major Key                             | — | — | — | — | US30 Platin · (17 Wo.)US | Erstveröffentlichung: 27. Juni 2016 DJ Khaled feat. Future & Jay-Z                                                                    |
| 2016 | Campaign                                             | — | — | — | — | — | Erstveröffentlichung: 12. Juli 2016 Ty Dolla Sign feat. Future                                                                        |
| 2016 | X Savage Mode                                        | — | — | — | UK— SilberUK | US36 ×3Dreifachplatin · (21 Wo.)US | Erstveröffentlichung: 15. Juli 2016 21 Savage & Metro Boomin feat. Future                                                             |
| 2016 | Do You Mind Major Key                                | — | — | — | UK— SilberUK | US27 ×4Vierfachplatin · (20 Wo.)US | Erstveröffentlichung: 28. Juli 2016 DJ Khaled feat. Nicki Minaj, Chris Brown, Jeremih, Future, August Alsina & Rick Ross              |
| 2016 | Too Much Sause Project E.T.                          | — | — | — | — | US50 Platin · (20 Wo.)US | Erstveröffentlichung: 19. August 2016 DJ ESCO feat. Future & Lil Uzi Vert                                                             |
| 2016 | Rivals Hard II Love                                  | — | — | — | — | US— GoldUS | Erstveröffentlichung: 2. September 2016 Usher feat. Future                                                                            |
| 2017 | Everyday Dangerous Woman                             | — | — | — | UK— GoldUK | US55 Platin · (7 Wo.)US | Erstveröffentlichung: 10. Januar 2017 Ariana Grande feat. Future                                                                      |
| 2017 | Cold Red Pill Blues (Deluxe Edition)                 | DE43 Gold · (14 Wo.)DE | AT42 (10 Wo.)AT | CH30 (15 Wo.)CH | UK24 Platin · (13 Wo.)UK | US16 (20 Wo.)US | Erstveröffentlichung: 14. Februar 2017 Maroon 5 feat. Future                                                                          |
| 2017 | Conscience Painting Pictures                         | — | — | — | — | US93 Gold · (1 Wo.)US | Erstveröffentlichung: 31. März 2017 Kodak Black feat. Future                                                                          |
| 2017 | Rollin Funk Wav Bounces Vol. 1                       | DE94 (1 Wo.)DE | — | CH73 (4 Wo.)CH | UK43 Silber · (10 Wo.)UK | US62 ×2Doppelplatin · (4 Wo.)US | Erstveröffentlichung: 12. Mai 2017 Calvin Harris feat. Future & Khalid                                                                |
| 2017 | High End Heartbreak on a Full Moon                   | — | — | CH78 (1 Wo.)CH | UK71 (1 Wo.)UK | US82 Gold · (2 Wo.)US | Erstveröffentlichung: 13. Oktober 2017 Chris Brown feat. Young Thug & Future                                                          |
| 2017 | Don’t Judge Me Beach House 3                         | — | — | — | — | — | Erstveröffentlichung: 19. Oktober 2017 Ty Dolla Sign feat. Future & Swae Lee                                                          |
| 2017 | Real Thing Memories Don’t Die                        | — | — | — | — | — | Promoveröffentlichung: 23. Oktober 2017 Tory Lanez feat. Future                                                                       |
| 2017 | End Game Reputation                                  | — | — | — | UK49 Gold · (7 Wo.)UK | US18 Platin · (14 Wo.)US | Erstveröffentlichung: 14. November 2017 Taylor Swift feat. Ed Sheeran & Future                                                        |
| 2018 | Top Off Father of Ashad                              | DE98 (1 Wo.)DE | — | CH66 (1 Wo.)CH | UK41 (2 Wo.)UK | US22 Platin · (7 Wo.)US | Erstveröffentlichung: 2. März 2018 DJ Khaled feat. Jay-Z, Future & Beyoncé                                                            |
| 2018 | Thinkin’ –                                           | — | — | — | — | US— Gold (Latin)US | Erstveröffentlichung: 6. April 2018 Spiff TV feat. Anuel AA, Bad Bunny & Future                                                       |
| 2019 | Out the Mud –                                        | — | — | — | — | US70 Platin · (3 Wo.)US | Erstveröffentlichung: 21. Juni 2019 Lil Baby feat. Future                                                                             |
| 2019 | Go Viral Westside                                    | — | — | — | — | — | Erstveröffentlichung: 12. August 2019 Joe Moses feat. Future                                                                          |
| 2020 | Big Drip Rich Rich                                   | DE2 (8 Wo.)DE | AT2 (4 Wo.)AT | CH5 (4 Wo.)CH | — | — | Erstveröffentlichung: 17. Januar 2020 Ufo361 feat. Future                                                                             |
| 2020 | Dead Man Walking –                                   | — | — | — | — | — | Erstveröffentlichung: 17. Januar 2020 2 Chainz feat. Future                                                                           |
| 2020 | Happiness Over Everything (H.O.E.) Chilombo          | — | — | — | — | US65 Platin · (1 Wo.)US | Erstveröffentlichung: 26. Februar 2020 Jhené Aiko feat. Future & Miguel                                                               |
| 2020 | Roses (Remix) While The World Was Burning            | — | — | — | — | US— PlatinUS | Erstveröffentlichung: 29. Mai 2020 Saint Jhn feat. Future                                                                             |
| 2020 | Rari Rari (Chapter 1)                                | — | — | — | UK73 (1 Wo.)UK | — | Erstveröffentlichung: 31. Juli 2020 Octavian feat. Future                                                                             |
| 2021 | Maybach Free Dem Boyz                                | — | — | — | — | US68 Gold · (9 Wo.)US | Erstveröffentlichung: 21. Mai 2021 42 Dugg feat. Future                                                                               |
| 2021 | Nobody Special Life of a Hotboii                     | — | — | — | — | US— GoldUS | Erstveröffentlichung: 28. Mai 2021 Hotboii feat. Future                                                                               |
| 2021 | Way 2 Sexy Certified Lover Boy                       | DE66 (2 Wo.)DE | AT28 (4 Wo.)AT | CH13 (10 Wo.)CH | UK11 Gold · (9 Wo.)UK | US1 (20 Wo.)US | Erstveröffentlichung: 3. September 2021 Drake feat. Future & Young Thug                                                               |
| 2021 | Too Easy DS4Ever                                     | DE— cDE | — | CH74 (1 Wo.)CH | UK43 (3 Wo.)UK | US16 Platin · (16 Wo.)US | Erstveröffentlichung: 24. September 2021 Gunna feat. Future                                                                           |
| 2022 | Pushin P DS4Ever                                     | DE34 (6 Wo.)DE | AT28 Gold · (6 Wo.)AT | CH23 Gold · (10 Wo.)CH | UK28 Silber · (9 Wo.)UK | US7 ×2Doppelplatin · (20 Wo.)US | Erstveröffentlichung: 7. Januar 2022 Gunna feat. Future & Young Thug                                                                  |
| 2022 | Pressurelicious Traumazine                           | — | — | — | — | US55 (2 Wo.)US | Erstveröffentlichung: 22. Juli 2022 Megan Thee Stallion feat. Future                                                                  |
| 2022 | Turn On the Lights Again USB                         | — | — | — | UK27 Platin · (17 Wo.)UK | — | Erstveröffentlichung: 29. Juli 2022 Fred Again & Swedish House Mafia feat. Future                                                     |
| 2023 | No Time Wasted –                                     | — | — | — | — | US69 (1 Wo.)US | Erstveröffentlichung: 17. Februar 2023 Polo G feat. Future                                                                            |
| 2023 | Private Landing Love Sick                            | — | — | — | UK74 Silber · (2 Wo.)UK | US72 (3 Wo.)US | Erstveröffentlichung: 11. März 2023 Don Toliver feat. Justin Bieber & Future                                                          |
| 2023 | Double Fantasy –                                     | DE23 (2 Wo.)DE | AT22 (1 Wo.)AT | CH9 (3 Wo.)CH | UK14 (4 Wo.)UK | US18 (5 Wo.)US | Erstveröffentlichung: 21. April 2023 The Weeknd feat. Future                                                                          |
| 2023 | Turn Yo Clic Up Rocket Power                         | — | — | — | — | US86 (2 Wo.)US | Erstveröffentlichung: 14. Juli 2023 Quavo feat. Future                                                                                |
| 2023 | Supposed to Be Loved                                 | — | — | — | — | US52 (1 Wo.)US | Erstveröffentlichung: 11. August 2023 DJ Khaled feat. Lil Baby, Future & Lil Uzi Vert                                                 |
| 2024 | Swear to God Post Traumatic                          | — | — | — | — | — | Erstveröffentlichung: 10. Mai 2024 Tee Grizzley feat. Future                                                                          |
| 2025 | Money on Money –                                     | — | — | — | — | US39 (3 Wo.)US | Erstveröffentlichung: 25. April 2025 Young Thug feat. Future                                                                          |
| Folgende Lieder erschienen nicht als Single, wurden aber durch das Album zum Download und Streaming bereitgestellt und konnten somit eine Platzierung erlangen: |                                                      | | | | | | |
| |                                                      | | | | | | |
| 2016 | Grammys Views                                        | — | — | — | UK68 Silber · (4 Wo.)UK | US38 Platin · (9 Wo.)US | Charteinstieg: 21. Mai 2016 Drake feat. Future                                                                                        |
| 2016 | All I Know Starboy                                   | — | — | — | UK76 (1 Wo.)UK | US46 (2 Wo.)US | Charteinstieg: 17. Dezember 2016 The Weeknd feat. Future                                                                              |
| 2017 | Relationship Beautiful Thugger Girls                 | — | — | — | UK— SilberUK | US65 ×2Doppelplatin · (14 Wo.)US | Charteinstieg: 8. Juli 2017 Young Thug feat. Future                                                                                   |
| 2019 | Sup Mate So Much Fun                                 | — | — | — | — | US70 (1 Wo.)US | Charteinstieg: 31. August 2019 Young Thug feat. Future                                                                                |
| 2019 | Die for Me Hollywood’s Bleeding                      | — | — | — | UK— SilberUK | US20 Platin · (5 Wo.)US | Charteinstieg: 21. September 2019 Post Malone feat. Future & Halsey                                                                   |
| 2020 | Live Off My Closet My Turn                           | — | — | — | — | US28 Gold · (1 Wo.)US | Charteinstieg: 14. März 2020 Lil Baby feat. Future                                                                                    |
| 2020 | Wassup Lil Uzi vs. the World 2                       | — | — | — | — | US54 (1 Wo.)US | Charteinstieg: 28. März 2020 Lil Uzi Vert feat. Future                                                                                |
| 2020 | Lightskin Shit Blame It on Baby                      | — | — | — | — | US53 (1 Wo.)US | Charteinstieg: 2. Mai 2020 DaBaby feat. Future & JetsonMade                                                                           |
| 2020 | Desires Dark Lane Demo Tapes                         | — | — | — | — | US27 (2 Wo.)US | Charteinstieg: 16. Mai 2020 Drake feat. Future                                                                                        |
| 2020 | Snitching Shoot for the Stars, Aim for the Moon      | — | — | — | — | US54 (1 Wo.)US | Charteinstieg: 18. Juli 2020 Pop Smoke feat. Quavo & Future                                                                           |
| 2021 | N 2 Deep Certified Lover Boy                         | — | — | — | — | US12 (4 Wo.)US | Charteinstieg: 18. September 2021 Drake feat. Future                                                                                  |
| 2021 | Peepin Out the Window Punk                           | — | — | — | — | US95 (1 Wo.)US | Charteinstieg: 30. Oktober 2021 Young Thug feat. Future & BSlime                                                                      |
| 2021 | Me or Sum Who is Nardo Wick?                         | — | — | — | — | US58 ×2Doppelplatin · (20 Wo.)US | Charteinstieg: 18. Dezember 2021 Nardo Wick feat. Lil Baby & Future                                                                   |
| 2022 | Petty Too 7220                                       | — | — | — | — | US26 Platin · (4 Wo.)US | Charteinstieg: 26. März 2022 Lil Durk feat. Future                                                                                    |
| 2022 | Beautiful God Did                                    | — | — | — | UK67 (1 Wo.)UK | US29 Gold · (2 Wo.)US | Charteinstieg: 10. September 2022 DJ Khaled feat. Future & SZA                                                                        |
| 2022 | Big Time God Did                                     | — | — | — | — | US31 (1 Wo.)US | Charteinstieg: 10. September 2022 DJ Khaled feat. Future & Lil Baby                                                                   |
| 2022 | From Now On It’s Only Me                             | — | — | — | — | US42 Gold · (2 Wo.)US | Charteinstieg: 29. Oktober 2022 Lil Baby feat. Future                                                                                 |
| 2022 | Superhero (Heroes & Villains) Heroes & Villains      | DE75 (5 Wo.)DE | AT71 (2 Wo.)AT | CH23 (8 Wo.)CH | UK34 Gold · (10 Wo.)UK | US8 ×2Doppelplatin · (24 Wo.)US | Charteinstieg: 9. Dezember 2022 Metro Boomin feat. Future & Chris Brown                                                               |
| 2022 | Too Many Nights Heroes & Villains                    | DE— dDE | — | CH67 Gold · (10 Wo.)CH | UK68 Gold · (10 Wo.)UK | US22 Platin · (13 Wo.)US | Charteinstieg: 17. Dezember 2022 Metro Boomin feat. Future & Don Toliver                                                              |
| 2022 | I Can’t Save You (Interlude) Heroes & Villains       | — | — | — | — | US55 (1 Wo.)US | Charteinstieg: 17. Dezember 2022 Metro Boomin feat. Future & Don Toliver                                                              |
| 2022 | Lock on Me Heroes & Villains                         | — | — | — | — | US72 (1 Wo.)US | Charteinstieg: 17. Dezember 2022 Metro Boomin feat. Travis Scott & Future                                                             |
| 2023 | Fully Loaded Mansion Musik                           | — | — | — | — | US86 (1 Wo.)US | Charteinstieg: 4. Februar 2023 Trippie Redd feat. Future & Lil Baby                                                                   |
| 2023 | Never Imagined Almost Healed                         | — | — | — | — | US59 (1 Wo.)US | Charteinstieg: 10. Juni 2023 Lil Durk feat. Future                                                                                    |
| 2023 | Scientists & Engineers Michael                       | — | — | — | — | — | Charteinstieg: 13. Juni 2023 Killer Mike feat. André 3000, Eryn Allen Kane & Future                                                   |
| 2023 | Keep It Low Hard to Love                             | — | — | — | — | US59 (1 Wo.)US | Charteinstieg: 17. Juni 2023 Moneybagg Yo feat. Future                                                                                |
| 2023 | All the Way Live Spider-Man: Across The Spider-Verse | — | — | — | — | US61 (2 Wo.)US | Charteinstieg: 17. Juni 2023 Metro Boomin feat. Future & Lil Uzi Vert                                                                 |
| 2023 | Telekinesis Utopia                                   | DE— eDE | — | — | UK31 Silber · (9 Wo.)UK | US26 Platin · (11 Wo.)US | Charteinstieg: 12. August 2023 Travis Scott feat. Future & SZA                                                                        |
| 2025 | Dum, Dumb, and Dumber WHAM                           | — | — | — | UK46 (… Wo.)UK | US16 (4 Wo.)US | Charteinstieg: 16. Januar 2025 Lil Baby feat. Young Thug & Future                                                                     |
| 2025 | Enjoy the Show Hurry Up Tomorrow                     | — | — | — | — | US60 (1 Wo.)US | Erstveröffentlichung: 29. Januar 2025 The Weeknd feat. Future                                                                         |
| 2025 | Trim Music                                           | — | — | — | — | US46 (1 Wo.)US | Charteinstieg: 29. März 2025 Playboi Carti feat. Future                                                                               |
| 2025 | Charge Dem Hoes a Fee Music                          | — | — | — | — | US49 (1 Wo.)US | Charteinstieg: 29. März 2025 Playboi Carti feat. Future & Travis Scott                                                                |
| 2025 | They Want To Be You Deep Thoughts                    | — | — | — | — | US72 (1 Wo.)US | Charteinstieg: 7. April 2025 Lil Durk feat. Future                                                                                    |

## Musikvideos

### Als Leadmusiker
- 2011: Tony Montana
- 2012: Magic
- 2012: Space Cadet
- 2012: Same Damn Time
- 2012: Turn On the Lights
- 2012: Straight Up
- 2012: Neva End (Remix)
- 2013: Long Live the Pimp
- 2013: Homicide (Live)
- 2013: My
- 2013: Honest
- 2014: Covered N Money
- 2015: F*ck Up Some Commas
- 2015: Where Ya At (feat. Drake)

### Als Gastmusiker
- 2013: Love Me (Lil Wayne feat. Drake & Future)
- 2015: Crystal (feat. Kaaris)
- 2017: End Game (Taylor Swift feat. Ed Sheeran & Future)

## Statistik

### Chartauswertung
|                     | DE     | AT    | CH     | UK     | US     |
| ------------------- | ------ | ----- | ------ | ------ | ------ |
| Nummer-eins-Alben   | DE—DE  | AT—AT | CH1CH  | UK—UK  | US11US |
| Top-10-Alben        | DE2DE  | AT5AT | CH6CH  | UK4UK  | US18US |
| Alben in den Charts | DE11DE | AT9AT | CH12CH | UK16UK | US20US |

|                       | DE     | AT     | CH     | UK     | US      |
| --------------------- | ------ | ------ | ------ | ------ | ------- |
| Nummer-eins-Singles   | DE—DE  | AT—AT  | CH—CH  | UK—UK  | US3US   |
| Top-10-Singles        | DE2DE  | AT2AT  | CH6CH  | UK3UK  | US15US  |
| Singles in den Charts | DE15DE | AT13AT | CH32CH | UK44UK | US222US |

### Auszeichnungen für Musikverkäufe
| Land/RegionAuszeichnungen für Musikverkäufe (Land/Region, Auszeichnungen, Verkäufe, Quellen) | Silber       | Gold         | Platin         | Diamant     | Verkäufe    | Quellen              |
| -------------------------------------------------------------------------------------------- | ------------ | ------------ | -------------- | ----------- | ----------- | -------------------- |
| Australien (ARIA)                                                                            | —            | 9× Gold9     | 29× Platin29   | —           | 2.345.000   | aria.com.au          |
| Belgien (BRMA)                                                                               | —            | 4× Gold4     | Platin1        | —           | 105.000     | ultratop.be          |
| Brasilien (PMB)                                                                              | —            | 5× Gold5     | 15× Platin15   | Diamant1    | 930.000     | pro-musicabr.org.br  |
| Dänemark (IFPI)                                                                              | —            | 13× Gold13   | 6× Platin6     | —           | 855.000     | ifpi.dk              |
| Deutschland (BVMI)                                                                           | —            | 5× Gold5     | 2× Platin2     | —           | 1.800.000   | musikindustrie.de    |
| Frankreich (SNEP)                                                                            | —            | 6× Gold6     | —              | 3× Diamant3 | 1.333.331   | snepmusique.com      |
| Griechenland (IFPI)                                                                          | —            | Gold1        | 10× Platin10   | —           | 210.000     | Einzelnachweise      |
| Italien (FIMI)                                                                               | —            | 7× Gold7     | 7× Platin7     | —           | 825.000     | fimi.it              |
| Kanada (MC)                                                                                  | —            | 32× Gold32   | 73× Platin73   | Diamant1    | 7.920.000   | musiccanada.com      |
| Kolumbien (ASINCOL)                                                                          | —            | Gold1        | —              | —           | 5.000       | Einzelnachweise      |
| Mexiko (AMPROFON)                                                                            | —            | 2× Gold2     | 4× Platin4     | Diamant1    | 600.000     | amprofon.com.mx      |
| Neuseeland (RMNZ)                                                                            | —            | 9× Gold9     | 25× Platin25   | —           | 772.500     | radioscope.co.nz NZ2 |
| Niederlande (NVPI)                                                                           | —            | —            | 2× Platin2     | —           | 80.000      | nvpi.nl              |
| Norwegen (IFPI)                                                                              | —            | —            | 2× Platin2     | —           | 120.000     | ifpi.no              |
| Österreich (IFPI)                                                                            | —            | 5× Gold5     | Platin1        | —           | 105.000     | ifpi.at              |
| Polen (ZPAV)                                                                                 | —            | 13× Gold13   | 11× Platin11   | —           | 755.000     | olis.pl              |
| Portugal (AFP)                                                                               | —            | 5× Gold5     | 6× Platin6     | —           | 85.000      | Einzelnachweise      |
| Schweden (IFPI)                                                                              | —            | 2× Gold2     | 5× Platin5     | —           | 280.000     | sverigetopplistan.se |
| Schweiz (IFPI)                                                                               | —            | 3× Gold3     | 3× Platin3     | —           | 105.000     | hitparade.ch         |
| Spanien (Promusicae)                                                                         | —            | 4× Gold4     | 3× Platin3     | —           | 270.000     | elportaldemusica.es  |
| Südafrika (RISA)                                                                             | —            | 2× Gold2     | 2× Platin2     | —           | 120.000     | risa.org.za          |
| Ungarn (MAHASZ)                                                                              | —            | Gold1        | —              | —           | 2.000       | slagerlistak.hu      |
| Vereinigte Staaten (RIAA)                                                                    | —            | 62× Gold62   | 141× Platin141 | 2× Diamant2 | 175.390.000 | riaa.com             |
| Vereinigtes Königreich (BPI)                                                                 | 22× Silber22 | 11× Gold11   | 11× Platin11   | —           | 14.400.000  | bpi.co.uk            |
| Zentralamerika (CFC)                                                                         | —            | Gold1        | —              | —           | 35.000      | cfc-musica.com       |
| Insgesamt                                                                                    | 22× Silber22 | 203× Gold203 | 359× Platin359 | 8× Diamant8 |             |                      |